# Aristeus antillensis
Aristeus antillensis is een tienpotigensoort uit de familie van de Aristeidae. De wetenschappelijke naam van de soort is voor het eerst geldig gepubliceerd in 1909 door A. Milne-Edwards & Bouvier.